# Mouritz Mackeprang
Carl Mouritz Clod Mackeprang, född 28 december 1869, död 8 mars 1959, var en dansk museiman och kulturforskare.
Mackeprang studerade i Sorø och Köpenhamn, och blev filosofie doktor 1900 med avhandlingen Dansk Købstadsstyrelse fra Valdemar Seier til Christian IV. Han blev 1897 assistent vid Nationalmuseets 2:a avdelning och direktör 1910. 1922 blev Mackeprang chefdirektör för Nationalmuseet. Som forskare ägnade sig Mackeprang företrädesvis åt medeltidens kultur och konst med verk som Vore Landsbykirker (1920) samt en rad mindre arbeten, och utgav från 1933 det stort anlagda verket Danmarks Kirker. Han utgav vidare Nordslesvig 1864-1909 (1910) och Nord-Schleswig von 1864-1911 (1912) samt som redaktör och huvudmedarbetare Sorø. Klostret, Skolen, Akademiet gennem Tiderne (2 band, 1923-31).

## Utmärkelser
- Riddare av Dannebrogorden,  1911[2]
- Dannebrogsmännens hederstecken,  1923[2]
- Kommendör av Dannebrogorden,  1933[2]
- Kommendör av första graden av Dannebrogorden,  1938[2]

[Redigera Wikidata]